# Famille de Vibilia
La famille de Vibilia est une petite famille d'astéroïdes de la ceinture principale, comprenant (144) Vibilia qui lui donne son nom. Les membres de cette famille sont probablement issus d'un astéroïde détruit par collision. 